# Felip Melià Bernabeu
Felip Melià Bernabeu (València, 1 de gener de 1898 - Districte Federal, Mèxic, 1973) fou un comediògraf valencià dels anys 1930. Va estar casat amb l'actriu Josefina Tàpias i Martínez, que treballava per a la companyia teatral de Margarida Xirgu.
Es calcula que la seva producció en valencià és d'unes quinze obres, entre les quals cal citar, per ser la més popular i apreciada pel públic de la seva època, la coneguda com "¡Pàre vosté la burra, amic!". Es va estrenar al Teatre Modern de València, el 2 de maig de 1928. Es tracta d'una farsa valenciana en dos actes, escrita en prosa. La seva ortografia en valencià no era d'una perfecció remarcable, important-més els efectes fonètics dels diàlegs que l'ortografia en si. També va escriure en castellà, utilitzant la comèdia com a estil de les seves obres. Destaquen les obres "Guiñapos", estrenada el 1938 a la sala Romea de Barcelona i "No jugar con el pueblo", que va ser premiada en 1938 en el concurs convocat per la Comissió Interventora d'Espectacles de Catalunya. A més, a València va ser assidu col·laborador en les col·leccions "Nostre Teatro",” Teatre Valensià" i "Nostres comèdies ". Treballà durant el període de la  guerra civil del 36, destacant en aquesta època les obres: "Encara queda sol a la torreta", "Jugant, jugant", "El malcarat", "Pobrets; però honradets!", "Patrons i Proletaris", "Rialles" i "El metge improvisat".
Un cop acabada la guerra, va aconseguir arribar a França, però va estar durant un breu període en un camp de concentració, aconseguint l'1 de desembre de 1939 salpar del port de Bordeus en el vaixell "De Lassalle", direcció República Dominicana. El 19 de desembre d'aquest mateix any arriba a Ciutat Trujillo, veient-se obligat a treballar com a temporer en una plantació de creïlles, situada al conegut com “El Corral de los Indios”. Per la seva banda, la seva dona, va aconseguir arribar a l'Argentina, des d'on va tractar de retrobar-se amb ell, enviant-li un xec per poder anar on ella residia. Però Felip Melià sembla que no va fer cap moviment al respecte. Finalment va arribar a Mèxic a principis 1941, ajudat per Carlos Esplá, secretari de la Junta d'Auxili als Republicans Espanyols, i és aquí, a Mèxic, on es integra a la Casa Regional Valenciana. La seva vida a Mèxic no va ser fàcil, treballant entre altres coses en una impremta com a corrector de proves. No se sap molt més d'ell, excepte l'opinió dels que el coneixien que els consideraven una persona prima, endreçada i solitària, a la qual li agradava, fumar i prendre cafè.